# 钓源村
钓源村位于江西省吉安市吉州区兴桥镇，为中国历史文化名村。是北宋文学家欧阳修后裔的聚居地，全村现有村民150多户，800余人。